# Eastchester
Eastchester es un pueblo ubicado en el condado de Westchester en el estado estadounidense de Nueva York. En el año 2000 tenía una población de 31,318 habitantes y una densidad poblacional de 2,462.7 personas por km².

## Geografía
Eastchester se encuentra ubicado en las coordenadas 40°57′30.34″N 73°48′31.39″O / 40.9584278, -73.8087194. Según la Oficina del Censo, la ciudad tiene un área total de 13 km² (5 mi²), de la cual 12,7 km² (4,9 mi²) es tierra y 0,3 km² (0,1 mi²) (20.93%) es agua.

## Demografía
Según la Oficina del Censo en 2007 los ingresos medios por hogar en la localidad eran de $101,425, y los ingresos medios por familia eran $137,663. Los hombres tenían unos ingresos medios de $71,420 frente a los $47,725 para las mujeres. La renta per cápita para la localidad era de $49,941. Alrededor del 4.2% de la población estaban por debajo del umbral de pobreza.